# Innergebirg
Innergebirg, auch das Land im Gebirg, war eine Bezeichnung für den alpinen Teil der Besitzungen des Erzstiftes Salzburg im Mittelalter und in der frühen Neuzeit. In Hinblick auf die heutigen Grenzen des Bundeslandes Salzburg bezeichnet Innergebirg den Südteil des Landes, dem im Norden das Außergebirg gegenübersteht. Der Ausdruck kann aber auch als Adjektiv verstanden und sprachlich unverändert als Ortsangabe (innergebirg) verwendet werden. Heute steht er für die Salzburger Gebirgsgaue.

## Geographie
Die Region Innergebirg besteht heute aus der Sicht der Verwaltung aus drei der fünf Gaue des Bundeslandes Salzburg:
- dem Bezirk Sankt Johann im Pongau (Pongau)
- dem Bezirk Zell am See (Pinzgau)
- dem Bezirk Tamsweg (Lungau)

Geografisch umfasst das Gebiet folgende Flussregionen:
- das Tal der Salzach bis zu ihrem Eintritt ins Salzburger Becken beim Pass Lueg
- das Tal der Saalach bis zur bayerischen Landesgrenze
- das Tal der Enns bis zur steirischen Landesgrenze am Mandlingpass (der sogenannte Ennspongau)
- das Quellgebiet und der oberste Lauf der Mur bis zur steirischen Landesgrenze

Hauptgebirge sind
- die Nordabdachung der Hohen Tauern (Alpenhauptkamm)
- die westlichen Niederen Tauern zwischen Pongau und Lungau
- die niedrigeren Grasberge der Salzburger Schieferalpen
- die Salzburger Kalkhochalpen als trennende Kette zum Außergebirg und den Nachbarregionen in Bayern und Oberösterreich

Die weitere Umgrenzung des Innergebirgs bilden
- die Murberge zur Steiermark
- das Dachsteinmassiv zum Salzkammergut
- das Tennengebirge zum Salzburger Becken
- das Hagengebirge, das Steinerne Meer und die Waidringer Alpen zu Bayern
- die Kitzbüheler Alpen zu Tirol

Höchster Berg des Innergebirgs ist der Großvenediger an der Osttiroler Grenze.
Das Lammertal, das vom Pongau aus über einen Talpass bei Schoberberg erreichbar, aber geografisch gegen Hallein mit den Lammeröfen versperrt ist, gehört heute zum Bezirk Hallein, und nimmt eine Zwischenstellung zwischen Inner- und Außergebirg ein.

### Nachbarregionen
| Unterinntal Brixental Leukental (Tir.) | Berchtesgadener Land Salzburger Becken (BY, DE) (Außergebirg) | Salzkammergut (Oö.)Lammertal     |
| Zillertal (Tir.)                       | Kompassrose, die auf Nachbargemeinden zeigt                   | Steierisches Ennstal (Stmk.)     |
| Ahrntal (Südtirol, IT)                 | Osttirol (Tir.)                                               | Westliche Obersteiermark (Stmk.) |

## Geschichte
Schon vor der Bajuwarischen Landnahme nach Zusammenbruch des römischen Imperiums war das Land inner Gebirg, die Alpentäler der Salzach und Saalach, teilweise von christlichen Romanen bevölkert. Im Laufe des 7. Jh. wurde von Osten kommende slawische Bevölkerung ansässig.  Außerdem waren dort – so wird vermutet – auch romanisierte Alpenkelten anzutreffen. Romanischer und slawischer Sprachschatz findet sich noch heute im Namensgut geografischer Bezeichnungen, Slawisch im Besonderen im Gasteinertal und im Ennspongau sowie keltische Wurzeln im Oberpinzgau. In der ersten Hälfte des 7. Jahrhunderts wurde das Innergebirg von den Bajuwaren besiedelt.
Im Mittelalter umfasste der Pongau das Gebiet vom Gollinger Wasserfall südwärts und das Lammertal (späteres Gericht Abtenau), nicht aber Ennstal, Wagrain und Gastein, und das Innergebirg schloss auch das Zillertal und das Brixental mit ein. Diese gehören heute zum Tiroler Unterland, sind aber katholisch noch immer Teil der Erzdiözese Salzburg. Den noch etwas länger slawisch besiedelten Lungau nannte man auch das Gebiet „jenseits der Tauern“, denn er wurde mit Windisch-Matrei und Lengberg (Osttirol) von Friesach in Kärnten aus verwaltet.
Im Mittelalter bildeten die Tauerntäler, aber auch die Salzburger und Tiroler Schieferalpen (Grauwackenzone), erstere vor allem mit Goldbergbau und Edelsteinen und zweitere mit Eisenerz, zusammen mit der Salzgewinnung in Hallein (vor 1200 in Reichenhall) die wirtschaftliche Basis der Souveränität des Erzstifts Salzburg.